# Andy Flower
Andrew Flower (28 de abril de 1968) es un entrenador de críquet zimbabuense y exjugador de críquet. También es excapitán del equipo nacional de cricket de Zimbabue. Durante su apogeo de octubre a diciembre de 2001, Flower fue clasificado como el mejor bateador de Test Cricket del mundo. Fue ampliamente reconocido como el único bateador de Zimbabue con la calidad adecuada de Test Cricket en cualquier condición. Después de su retiro, se desempeñó como entrenador del equipo de cricket de Inglaterra desde 2009 hasta 2014. Tiene los récords de Zimbabue por la mayor cantidad de carreras de carrera de Test Cricket, el promedio de bateo más alto de Test Cricket y la mayoría de carreras de One Day International.

## Carrera internacional
El 23 de febrero de 1992, Flower hizo su debut en One Day International con Zimbabue contra Sri Lanka. El 18 de octubre de 1992, hizo su debut en Test Cricket contra India.
Flower jugó 63 partidos de Test Cricket para Zimbabue, anotando 4.794 carreras con un promedio de 51.54 y obteniendo 151 recepciones y 9 stumpings, y 213 One Day Internationals, anotando 6.786 carreras con un promedio de 35.34 y obteniendo 141 atrapadas y 32 stumpings.